# Семенчук Іван Романович
Іван Романович Семенчук (нар. 21 грудня 1924, Толокунь — пом. 14 травня 1998, Київ) — український радянський літературознавець, літературний критик і педагог, доктор філологічних наук, професор; член Спілки радянських письменників України.

## Біографія
Народився 21 грудня 1924 року в селі Толокуні (нині Вишгородський район Київської області, Україна) у сім'ї службовця. Упродовж 1945—1947 років навчався на клубному відділення Київського технікуму підготовки культосвітніх працівників. У 1947—1949 роках працював методистом Київського обласного відділу культури, одночасно навчався на вечірньому відділі українського сектору мовно-літературного факультету Київського педагогічного інституту. З 1949 по 1951 рік навчався на стаціонарному відділі Київського педагогічного інституту.
У 1951—1952 роках працював викладачем української і російської мови та літератури, логіки і психології Хустської середньої школи № 1 Закарпатської області; у 1952—1953 роках — завідувачем навчальної частини, з 1953 року — директором Драгівської середньої школи Закарпатської області; у 1953—1958 роках — викладачем, завучем, виконувачем обов'язків директора середньої школи у селі Великополовецькому Київської області, одночасно у 1955—1956 роках — завучем методичного кабінету при Великополовецькому районному відділі народної освіти.
Протягом 1960—1961 років — аспірант кафедри історії української літератури Київського державного університету. 1961 року захистив кандидатську дисертацію на тему «Олесь Гончар як майстер психологічної новели».
У 1961—1962 роках — редактор редакції критики та літературознавства Державного видавництва художньої літератури, одночасно викладач з погодинною оплатою Київського державного університету. У 1962—1964 роках — доцент кафедри історії української літератури; у 1965—1967 роках — заступник декана; у 1967—1969 роках — старший науковий співробітник; з 1969 року знову доцент, а з 1971 року професор на філологічному факультеті Київського державного університету. 1971 року захистив докторську дисертацію на тему «Проблеми художньої майстерності в українській радянській романістиці».
З 1 липня 1972 року по 31 грудня 1982 року обіймав посаду завідувача кафедри історії журналістики факультету журналістики Київського державного університету. Читав курси і спецкурси: «Історія української літератури другої половини ХІХ століття», «Історія української літератури кінця ХІХ століття — початку ХХ століття», «Історія української радянської літератури», «Літературно-художня критика та бібліографія», «Майстерність Олеся Гончара — новеліста», «Художня майстерність Михайла Стельмаха та Олеся Гончара», «Взаємодія, взаємозбагачення літератур народів СРСР». Помер у Києві 14 травня 1998 року.

## Доробок
Досліджував українську літературу ХХ століття, проблеми художньої майстерності, особливості вивчення української літератури в середній школі. Автор праць:
- Портрет у художньому творі (1965);
- Вогонь творення (З творчої лабораторії Олеся Гончара) (1968);
- Художня майстерність Михайла Стельмаха (1968);
- Григорій Тютюнник (Майстерність письменника) (1971);
- Мистецтво композиції і характер (1974);
- Романи Михайла Стельмаха (1976);
- Михайло Стельмах (1982);
- Олесь Гончар — художник слова(1986).